# 克魯皮納區
48°21′15″N 19°4′1″E / 48.35417°N 19.06694°E

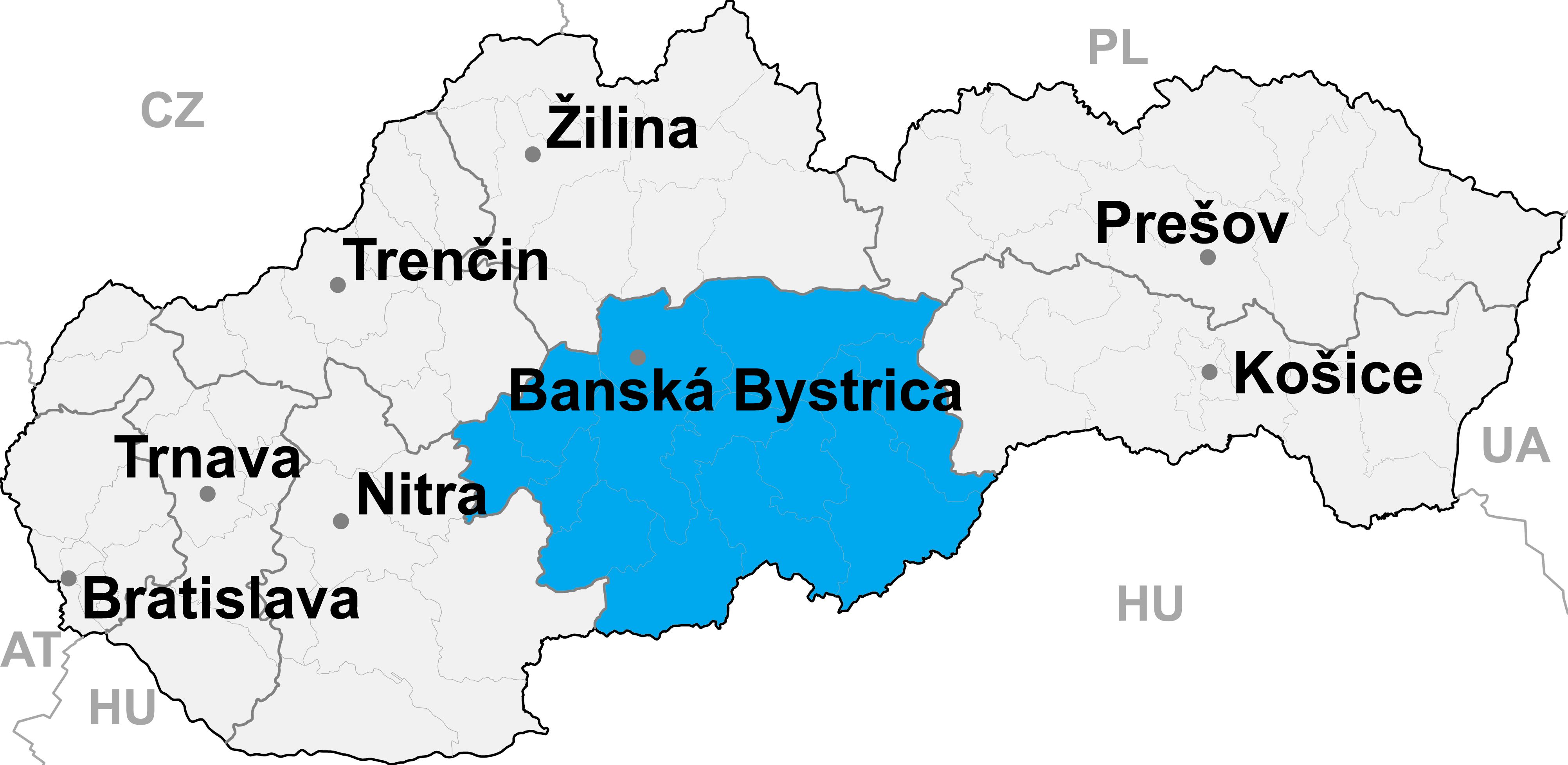

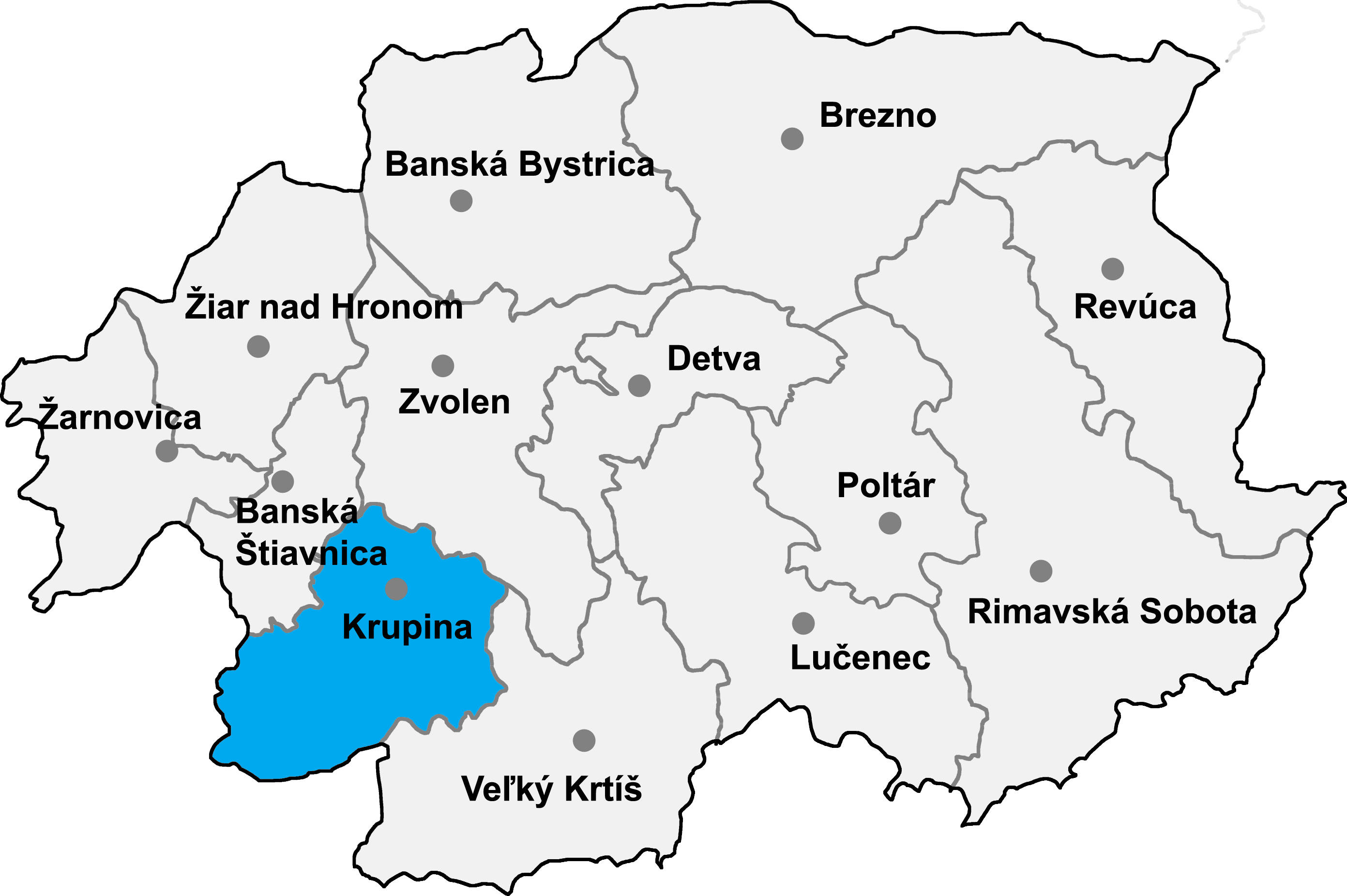

克魯皮納區，是斯洛伐克的一個區，位於該國中部，由班斯卡-比斯特里察州負責管轄，面積585平方公里，2001年該區人口22,841，人口密度每平方公里39人。